# Dietikon
Dietikon és un municipi del cantó de Zúric (Suïssa), cap del districte de Dietikon.

## Geografia

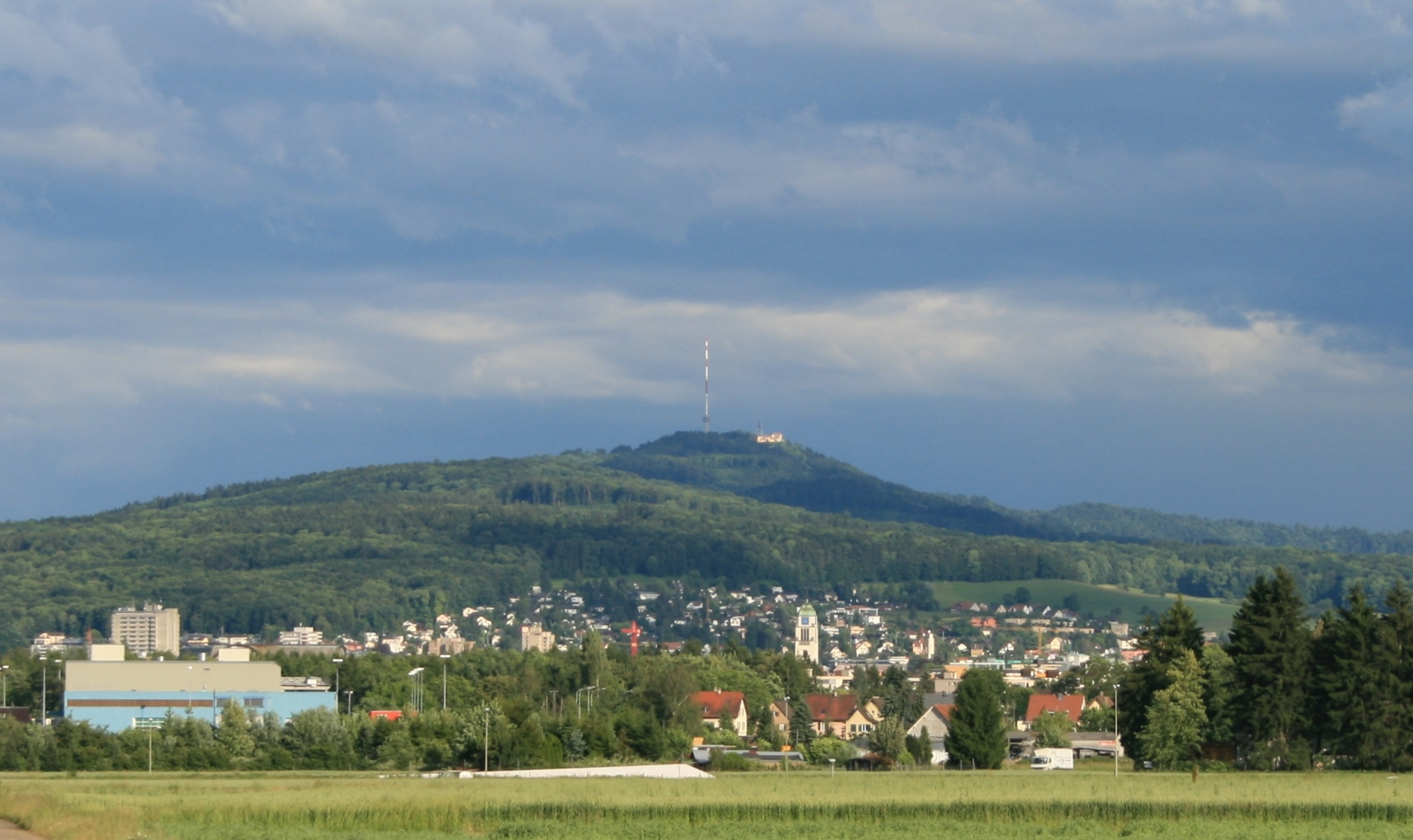
Dietikon i Uetliberg com és vist des de Spreitenbach.

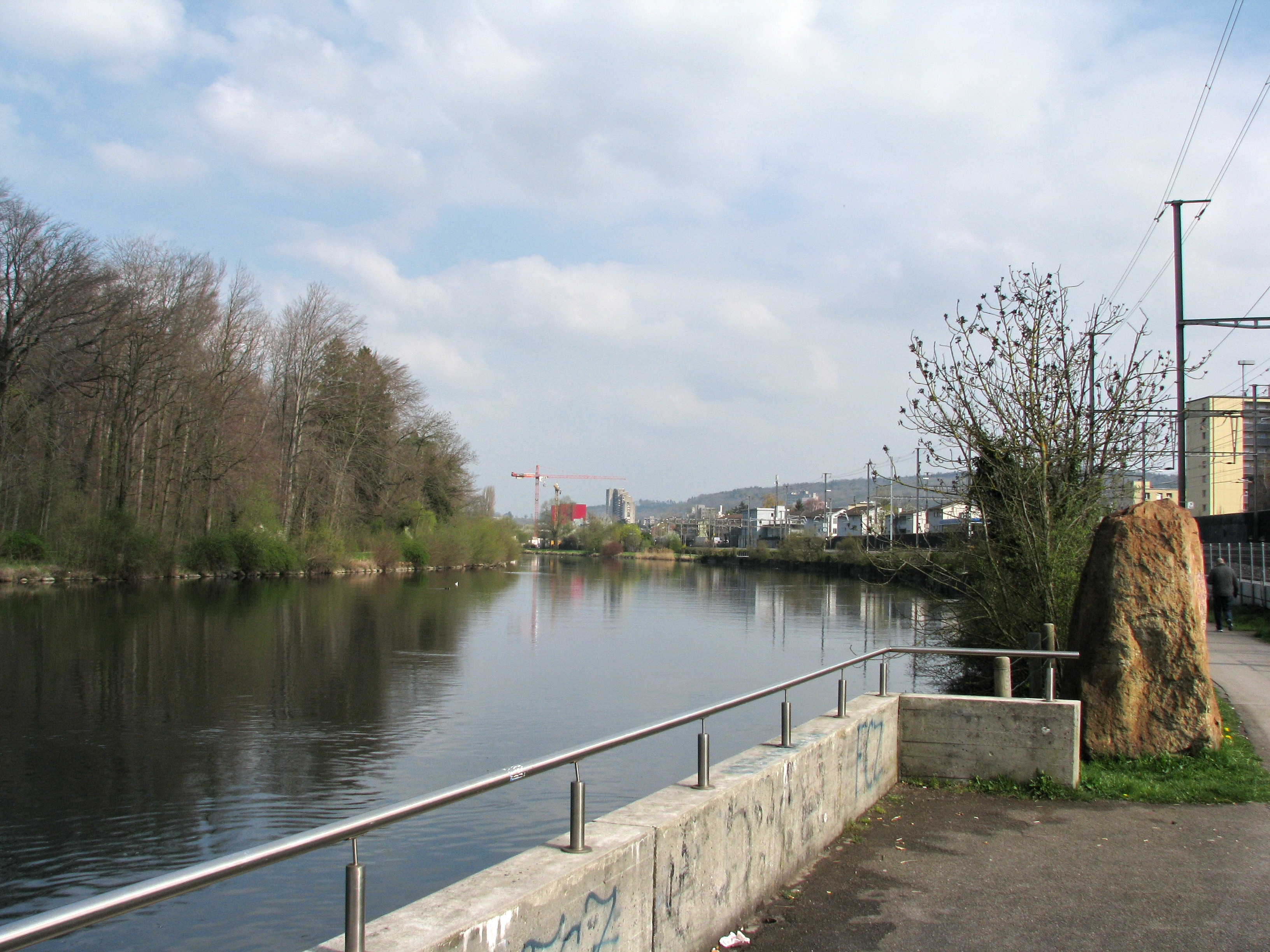
L'estació de tren de Limmat a Dietikon.

La ciutat industrial de Dietikon està situada en una elevació de 388 m (1,273 ft) a la confluència del Reppisch i el Limmat, ubicats a la Vall Limmat (en alemany: Limmattal), al llarg de la via de ferrocarrils de Zuric a Baden. Ací i a la regió veïna de Spreitenbach, està també el raïl de mercaderies de l'estació de maniobres de Limmattal.